# أوستر (سويسرا)
أوستر (بالألمانية: Uster) هي بلدية وعاصمة مقاطعة أوستر في كانتون زيورخ، سويسرا.

## المدن التوأمة
- برنتسلاو،  ألمانيا

## أعلام
- فابيان مولينا
- توماس فريشكنيتشت
- ساندرو زيلر
- هينريتش فون وايلد
- غوتليب ويبر